# Museu Nacional do Ar e Espaço
O Museu Nacional do Ar e do Espaço (em inglês:  National Air and Space Museum, NASM) do Instituto Smithsoniano é um museu em Washington, D.C., Estados Unidos, e é o mais popular dos museus do Smithsonian. Ele mantém a maior coleção de aeronaves e naves espaciais de todo o mundo. É também um centro vital de pesquisa sobre a história, ciência, tecnologia da aviação e da Terra, assim como ciência terrestre e planetária, geologia e geofísica. Quase todos as espaçonaves e aeronaves em exposição são originais.
O Museu do Ar e Espaço é considerado uma das mais importantes obras de arquitectura moderna de Washington. Devido a proximidade do museu ao Capitólio dos Estados Unidos, a Smithsonian Institution queria que fosse um edifício arquitetonicamente impressionante, mas que não se destacasse contra o Capitólio. O arquiteto Gyo Obata da Hellmuth, Obata e Kassabaum de St. Louis aceitou o desafio e projetou o museu como quatro cubos travertinos contendo as exibições menores, conectados por três espaçosos átrios de aço e vidro que exibem os maiores itens, tais como mísseis, aviões e naves espaciais. O museu, construído pela Companhia Gilbane Building, foi concluída em 1976. A parede de vidro oeste do prédio é utilizado para a entrada dos aviões, funcionando como uma porta gigante.

## Coleção
O átrio central do museu possui a exibição Marcos do Voo, com alguns dos mais importantes artefatos e veículos da história da aviação e espaço.

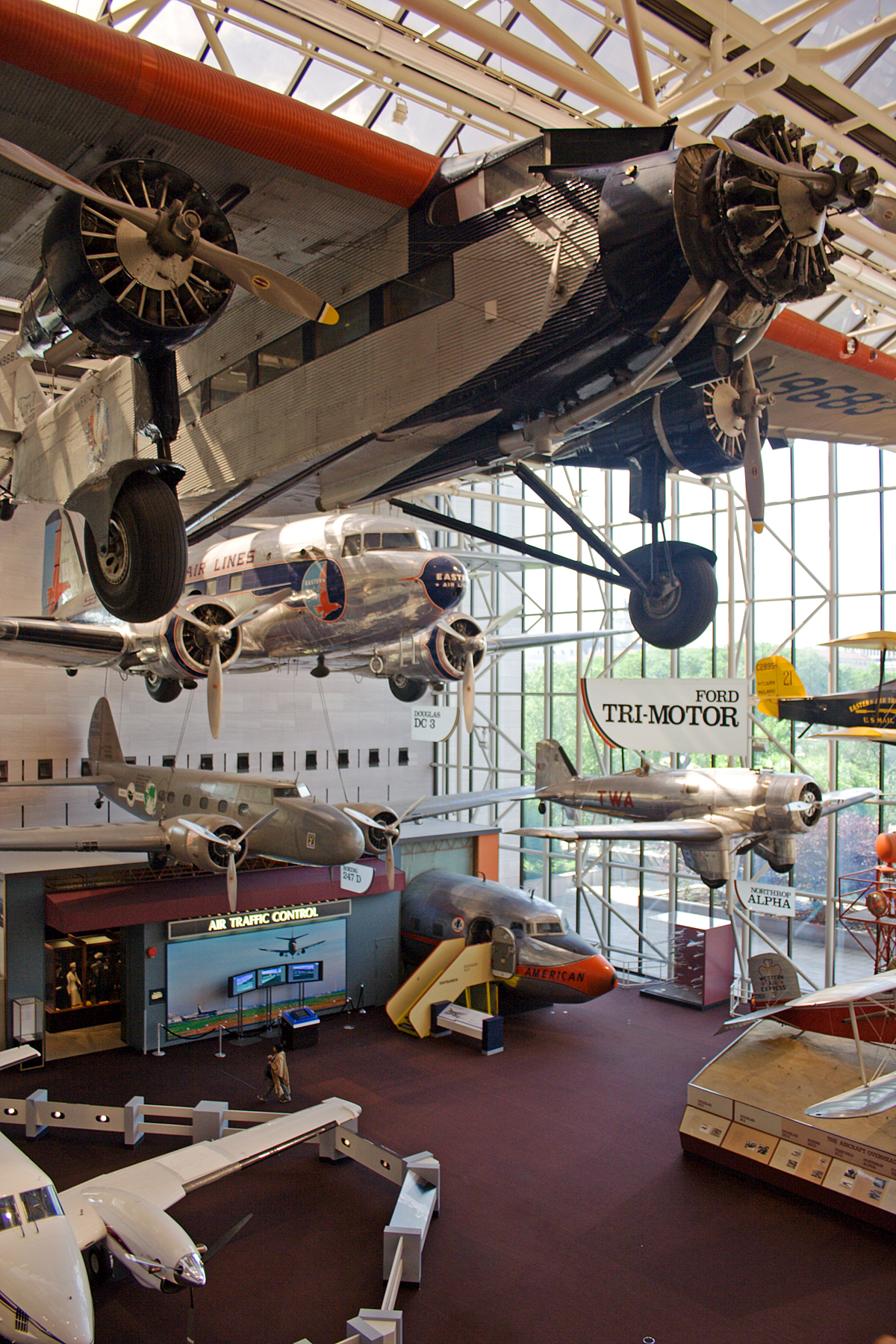
Uma variedade de aeronaves em exposição no Museu do Ar e Espaço. Entre elas Ford Trimotor e Douglas DC-3 (topo e segundo a partir do topo).

### Suspensos no teto
- X-15, um avião foguete utilizado para pesquisa de voos supersônicos.
- Réplica do Pioneer 10 (na verdade o Pioneer H) funcional), a primeira sonda espacial lançada na trajetória de escape do sistema solar, e o primeiro satélite artificial a se aproximar de Júpiter.
- O Spirit of St. Louis, em que Charles Lindbergh fez a primeira travessia em voo solo, sem escalas, do Oceano Atlântico.
- SpaceShipOne, primeiro veículo do mundo construído e pilotado privadamente que conseguiu a chegar ao espaço, projetado por Burt Rutan e construído pela sua empresa, a Scaled Composites.
- Voyager, outro veículo projetado por Burt Rutan, no qual seu irmão Dick Rutan e Jeana Yeager fizeram primeira circum-navegação da Terra sem escalas e sem reabastecimento em voo.
- O Bell X-1 Glamorous Glennis, em que Chuck Yeager fez o primeiro voo supersônico nivelado.
- Um modelo do Mariner 2, a primeira sonda a voar com sucesso por um outro planeta (Vênus).
- O Bell XP-59 Airacomet, o primeiro avião a jato viável americano.

### No piso do átrio
- Um modelo do foguete à propulsão líquida de Robert H. Goddard.
- O módulo de comando Columbia da Apollo 11, a primeira missão que colocou um astronauta na lua.
- Um modelo da Viking 1, a primeira sonda a aterrissar com sucesso na superfície de Marte.
- A gôndola do Breitling Orbiter 3, o primeiro balão a circum-navegar a Terra sem escalas.
- A cápsula do Friendship 7, em que a John Glenn tornou-se o primeiro americano a orbitar a Terra.
- Uma das poucas amostra de rocha lunar acessível ao público.
- A cápsula do Gemini IV, que levou o primeiro americano a caminhar no espaço, Ed White.
- Um míssil Pershing americano e um míssil SS-20 soviético.

### Outros itens relevantes
- O Wright Flyer original que fez o primeiro voo controlado, desenvolvido em 1903.

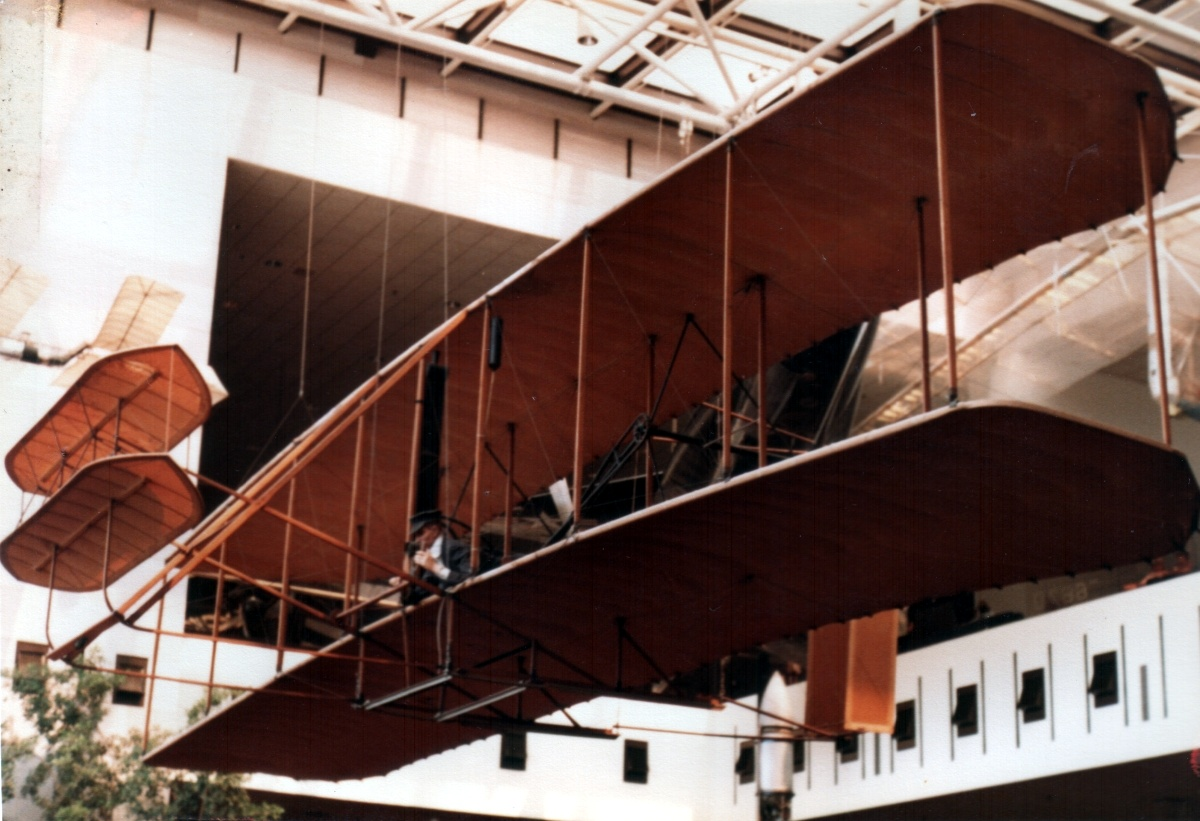
Wright Flyer, Museu do Ar e Espaço.

- O foguete V-2 alemão construído a partir de componentes capturados pelos Aliados, o primeiro objeto feito pelo homem a chegar ao espaço.
- Uma rocha de Marte (meteorito).
- O modelo original  da nave estelar USS Enterprise usado na filmagem da série de televisão de ficção científica Star Trek.
- A câmera de televisão Surveyor 3, que foi trazida de volta da lua pela Apollo 12.
- Uma cópia backup do Skylab, a primeira estação espacial americana.
- O Northrop M2-F3, que foi um precursor para o  Space Shuttle Orbiter.
- Um modelo de uma das sondas do Programa Voyager, que explorou todos os gigantes de gás do sistema solar, na década de 1980.
- Modelos completos da nave espacial Apolo e módulo de comando e serviço, da nave espacial Soyuz e o módulo de acoplagem da Apollo-Soyuz, todos conectados com os artigos reais quando estavam em órbita.
- O nariz de um Boeing 747 da Northwest Airlines.

O Museu do Ar e Espaço possui 50000 artefatos, aos quais são adicionados milhares de outros artefatos todo o ano. Além disso para melhorar a experiência do visitante e permitir que o público sinta o gosto de voar existem dois simuladores de voo interativos ( e ).

## Centro Steven F. Udvar-Hazy

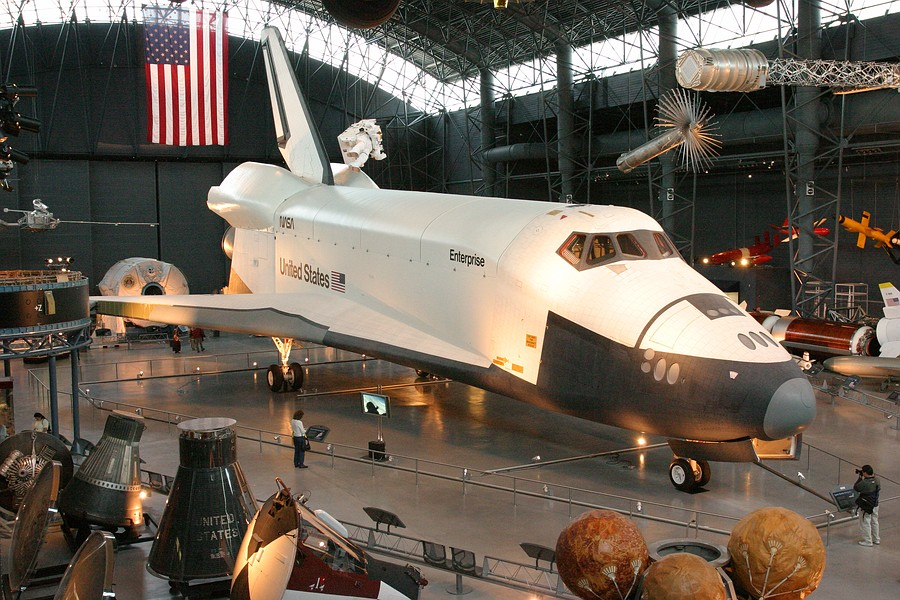
Space Shuttle Enterprise em display no centro Udvar-Hazy.

O museu tem um anexo maior, o Centro Steven F. Udvar-Hazy, localizado perto do Aeroporto Dulles, inaugurado em 15 de dezembro de 2003. O seu projeto prevê  uma coleção de 900 aeronaves com 135 aeronaves em exibição. O centro foi viabilizado 65 milhões de dólares de doações, em outubro de 1999, para o Smithsonian Institution, por Steven F. Udvar-Hazy, um imigrante da Hungria e co-fundador da International Lease Finance Corporation.
A construção do centro exigiu quinze anos de preparação

### Itens selecionados
- O bombardeiro B-29 Superfortress Enola Gay, o avião que lançou a primeira bomba atômica, em Hiroshima, no Japão
- O protótipo do Boeing 707, conhecida como Boeing 367-80 ou Dash 80
- Um SR-71 Blackbird, aeronave de reconhecimento estratégico de alta altitude e alta velocidade
- Um Concorde da Air France, o famoso modelo de aeronave comercial supersônico
- O protótipo de teste atmosférico do ônibus espacial Enterprise
- Os efeitos especiais primários miniatura da "nave mãe" utilizado na filmagem de Close Encounters of the Third Kind
- O Virgin Atlantic GlobalFlyer, a aeronave, que completou o primeiro voo solo, sem escalas, sem reabastecimento de circum-navegação da Terra, no início de 2005.
- Bell Rocket Belt mais conhecido como jet pack.

## Unidade de restauração

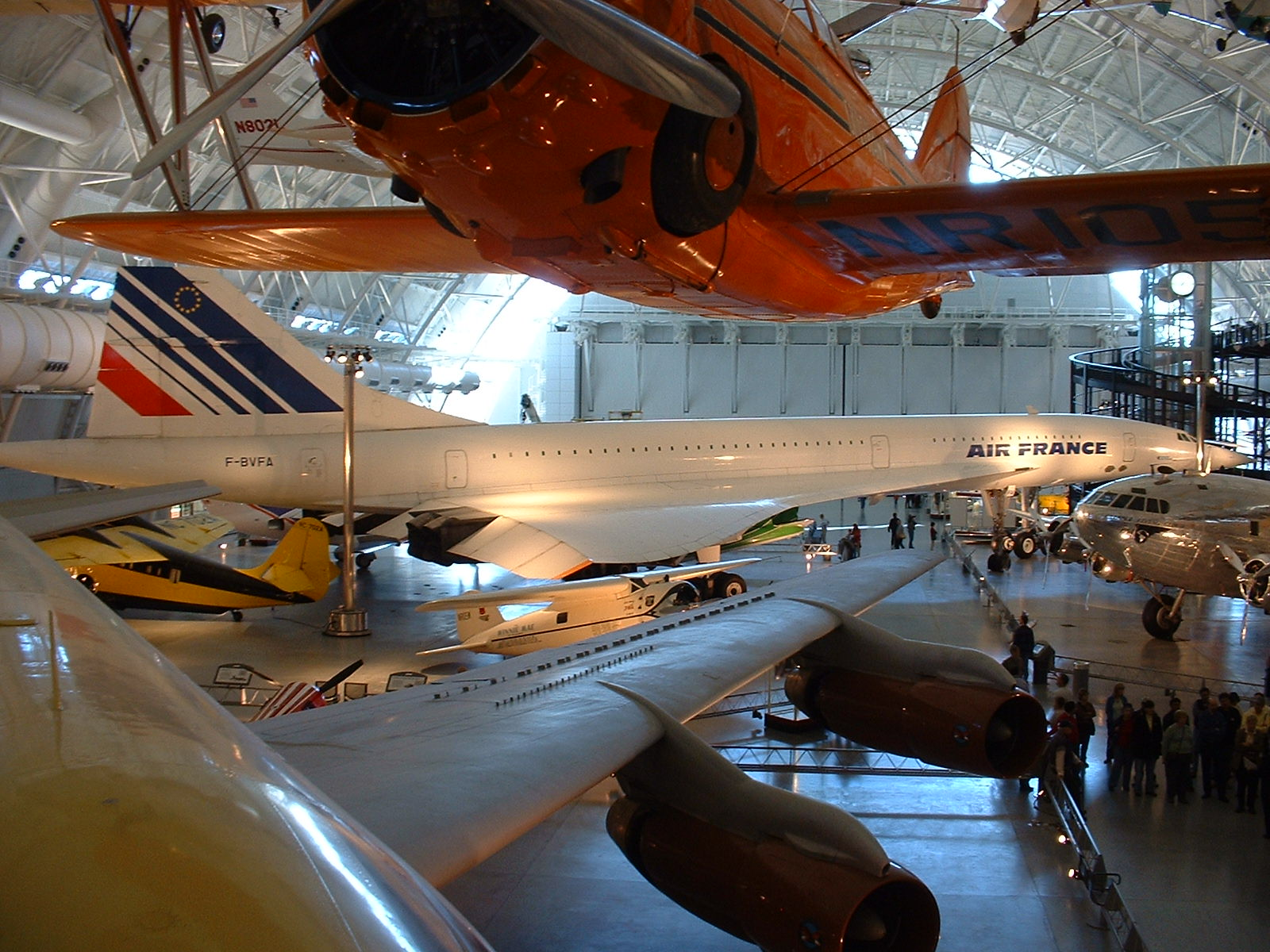
O Concorde, entre outras aeronaves no Centro Steven F. Udvar-Hazy.

A coleção possui um total superior a 30 000 ítens relacionados com a aviação e 9 000 relacionados ao espaço, e é, assim, muito maior do que cabe no salão principal. Muitas das aeronaves estão no Centro Paul E. Garber de Conservação, Restauração e Armazenamento, também chamado Unidade Silver Hill, em Suitland Silver-Hill, Maryland. A unidade foi adquirida pela Smithsonian Institution em 1952 como um local de armazenamento para a crescente coleção de aeronaves. É chamado Paul E. Garber em homenagem ao ex-curador da coleção, e é constituída por 32 prédios.

## Outras unidades
Os arquivos do museu de são divididos entre o prédio principal e a unidade Garber, em  Suitland. As coleções incluem artigos pessoais e profissionais, registros corporativos, e outras coleções montadas por assunto.
O museu inclui o Centro de Estudos da Terra e Planetas (Center for Earth and Planetary Studies - CEPS), que realiza pesquisas geológicas e geofísicas relacionadas a todos os planetas do sistema solar. O CEPS participa de programas que envolvem sensoriamento remoto, satélites e sondas não tripuladas.
O museu possui também uma biblioteca de pesquisa, no prédio principal do museu.

## História
Foi inicialmente chamado de Museu Nacional Aéreo (National Air Museum), quando foi criado em 12 de agosto de 1946, através de ato do Congresso dos Estados Unidos algumas peças da  coleção do museu datam de 1876, quando da Feira da Filadélfia, onde a Comissão Imperial Chinesa doou um grupo de pipas para o Smithsonian. O motor a vapor de John Sringfellow para aeronaves, entrou na coleção em 1889, a primeira peça ativamente adquirida pelo Museu do Smithsonian, e agora na atual coleção.
Quando da criação do museu, não havia um prédio que poderia armazenar os itens a serem exibidos. Algumas peças estavam em exibição na Museu de Artes e Indústrias, alguns foram armazenados em um galpão no jardim sul do Smithsonian, que veio a ser conhecido como o "Air and Space Building", os mísseis e foguetes maiores eram exibidos ao ar livre na "Rocket Row".
A combinação de um grande número de aeronaves doado ao Smithsonian depois da Segunda Guerra Mundial e a necessidade de espaço em hangares e fábrica para Guerra da Coreia levou a Smithsonian a procurar por instalações próprias para armazenar e recuperar aviões. A atual unidade Garber foi cedida ao Smithsonian pelo Parque Nacional e Comissão de Planejamento de Maryland, em 1952, após o curador Paul E. Garber ter encontrado esta área florestal a partir do ar. Construções pré-fabricadas da Marinha dos Estados Unidos mantiveram os custos iniciais baixos.
A corrida espacial nos anos 1950 e 1960 levou à renomear o museu para o "Museu do Ar e Espaço", e finalmente houve a dotação do Congresso para a construção do novo prédio de exposição, que tem início 1 de julho 1976 no auge das festividades pelo bicentenário dos Estados Unidos.

### Diretores
Carl W. Mitman foi o primeiro chefe do museu, sob o título de Assistente do Secretário para o Museu Nacional Aéreo, posição que exerceu no museu de 1946 até sua aposentadoria em 1952.
Depois dele as seguintes pessoas dirigiram o museu:
- Philip S. Hopkins, 1958-1964[6]
- S. Paul Johnston, 1964-1969[6]
- Frank A. Taylor, 1969-1971[6]
- Michael Collins (astronauta), 1971-1978;[7]
- Melvin B. Zisfein, 1978-1979[7]
- Noel W. Hinners, 1979-1982[7]
- Walter J. Boyne 1982–1986)[7]
- James C. Tyler, 1986-1987[7]
- Martin O. Harwit, 1987-1995[7]
- Donald D. Engen, 1996-1999[8]
- John R. Dailey,2000-presente[8]

### Controvérsias
Uma controvérsia explodiu em 1994 sobre a exposição proposta, comemorando o 50 º aniversário do bombardeio atômico do Japão. A peça central da exposição era o Enola Gay, o bombardeiro B-29 que lançou uma bomba atômica sobre a cidade japonesa de Hiroshima. Por outro lado, grupos de veteranos, apoiados por alguns congressistas, acusaram que a exposição insultava os aviadores pois incluía histórias japonesas e fotografias das vítimas.
Também foi contestado número estimado de vítimas fatais americanas que teria resultado de uma invasão do Japão, se esta invasão houvesse sido necessária. No final, o diretor do museu, Martin O. Harwit, foi forçado a demitir-se, e a exibição foi radicalmente reduzida para a "menor mostra da história do Smithsonian."

## Brasil
Nenhuma aeronave brasileira está em exposição ou sendo armazenada pelo museu, porém dois modelos em escala de aeronaves de Santos-Dumont estão em exposição: um 14-bis no prédio principal, e um modelo de um dirigível no centro Centro Steven F. Udvar-Hazy.
Em 2002, a Embraer doou 500 000 dólares ao museu para ajudar no término do Centro Steven F. Udvar-Hazy. Logo em seguida fez doação semelhante ao MUSAL, cuja salas Embraer foi inaugurada em 2005.

## Galeria de imagens

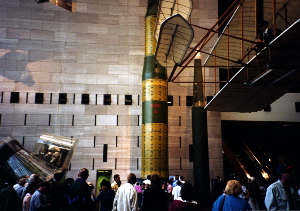
Interior do museu, com cápsula Gemini, os foguetes SS-20 Soviético Pershing II americanos e o Wright Flyer
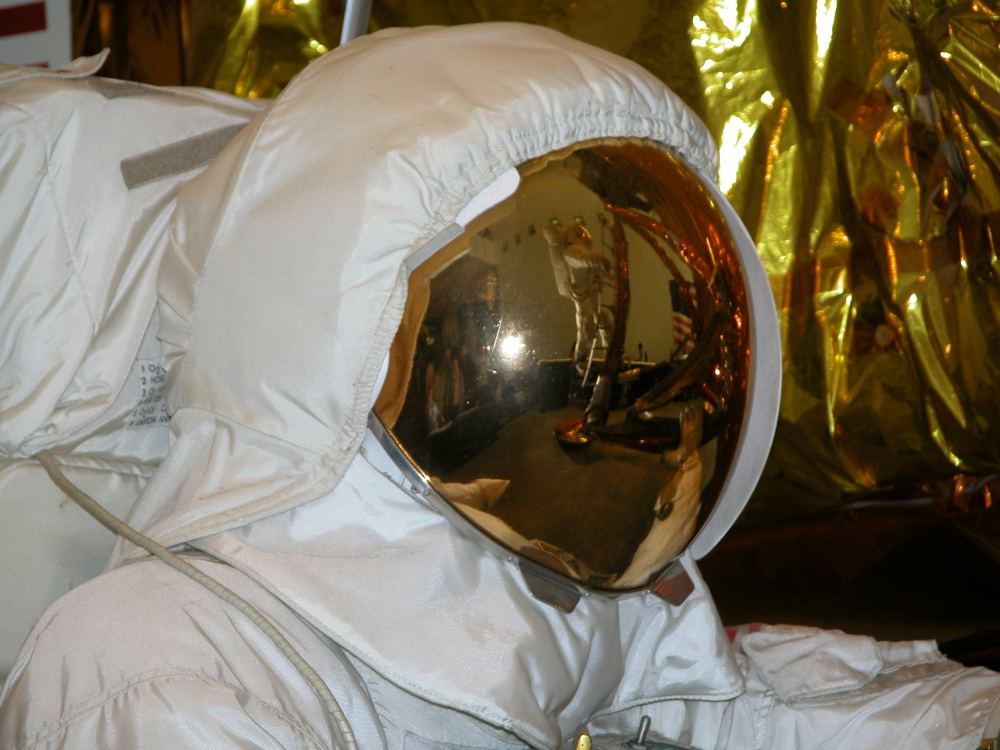
Traje espacial
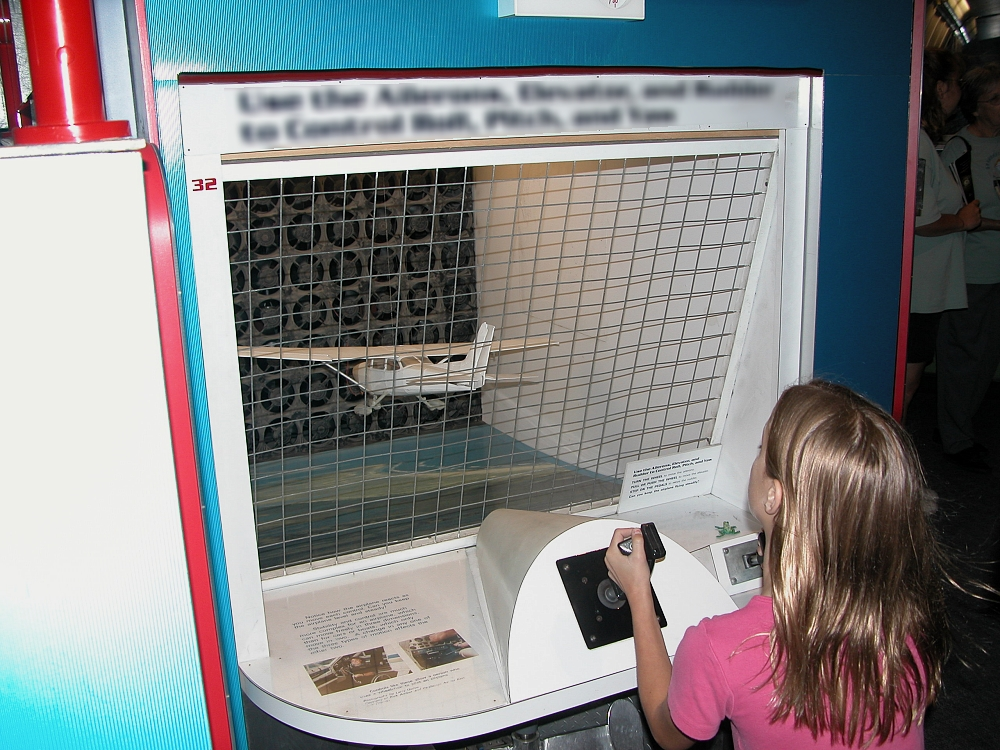
Simulador de voo
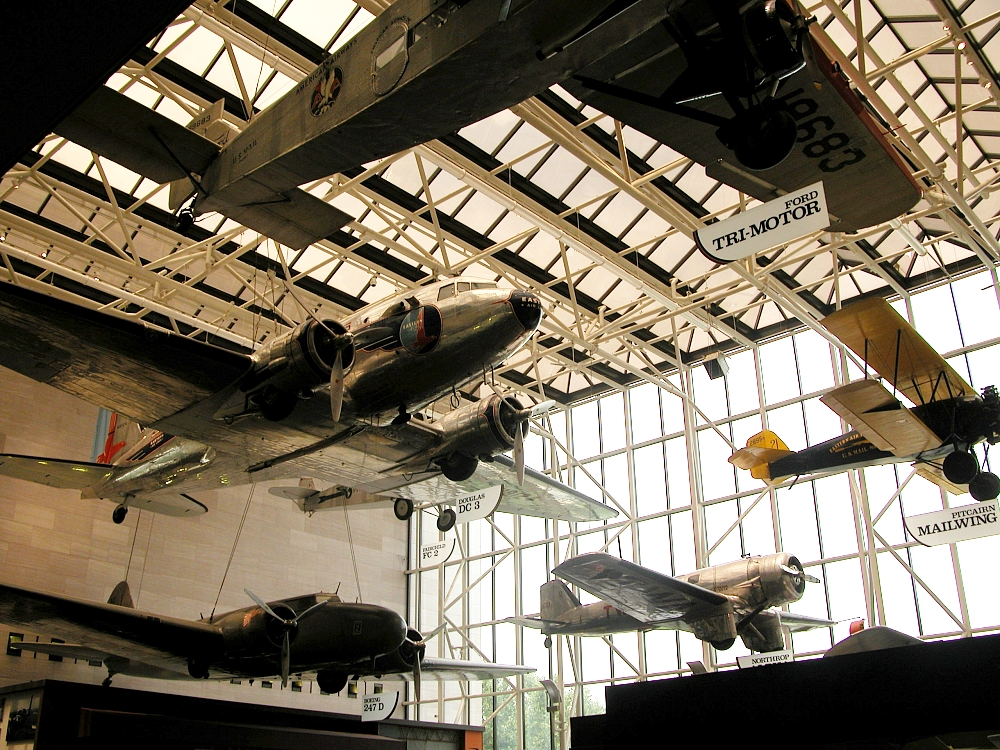
Algumas das aeronaves em exibição
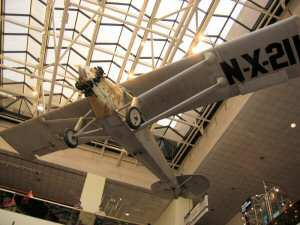
O Spirit of St. Louis
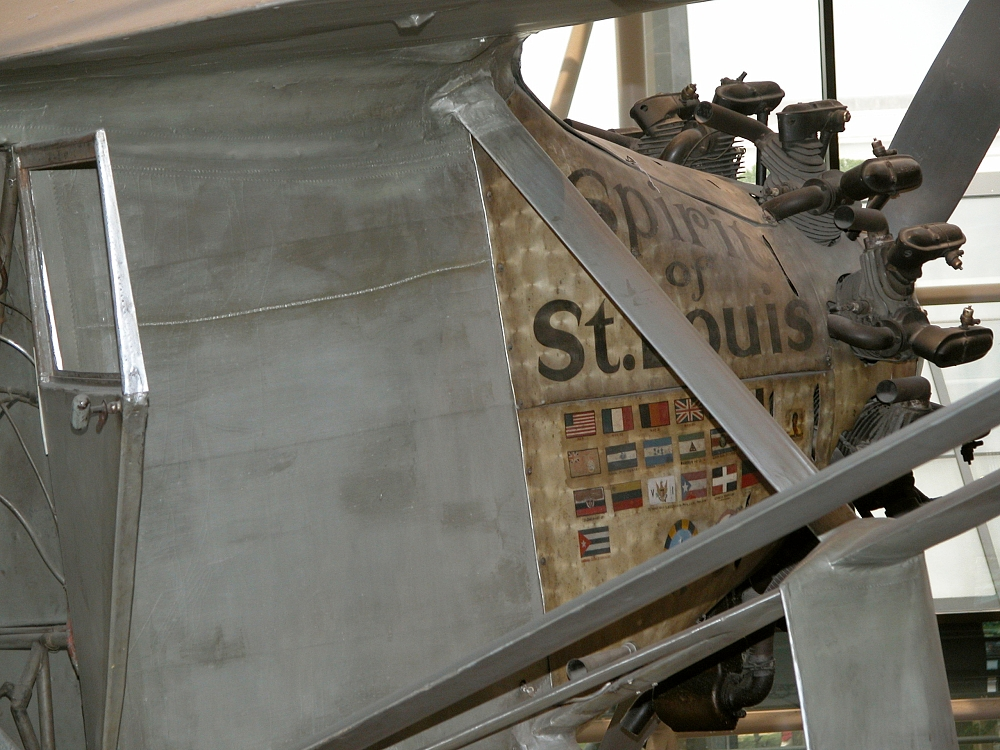
Detalhe do Spirit of St. Louis
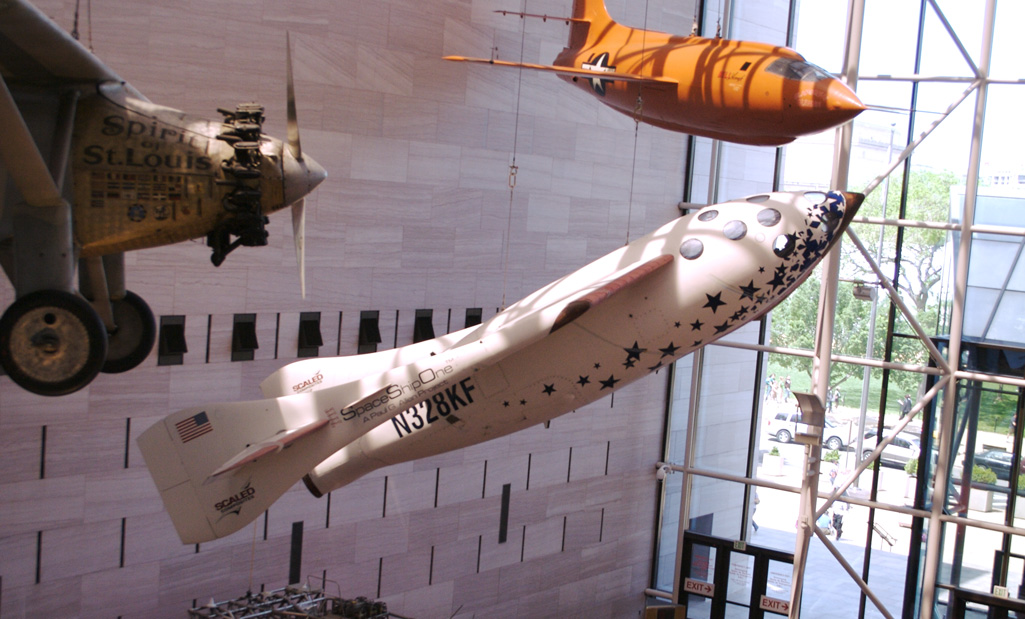
O Spirit de St. Louis, SpaceShipOne e Bell X-1 Glamorous Glennis
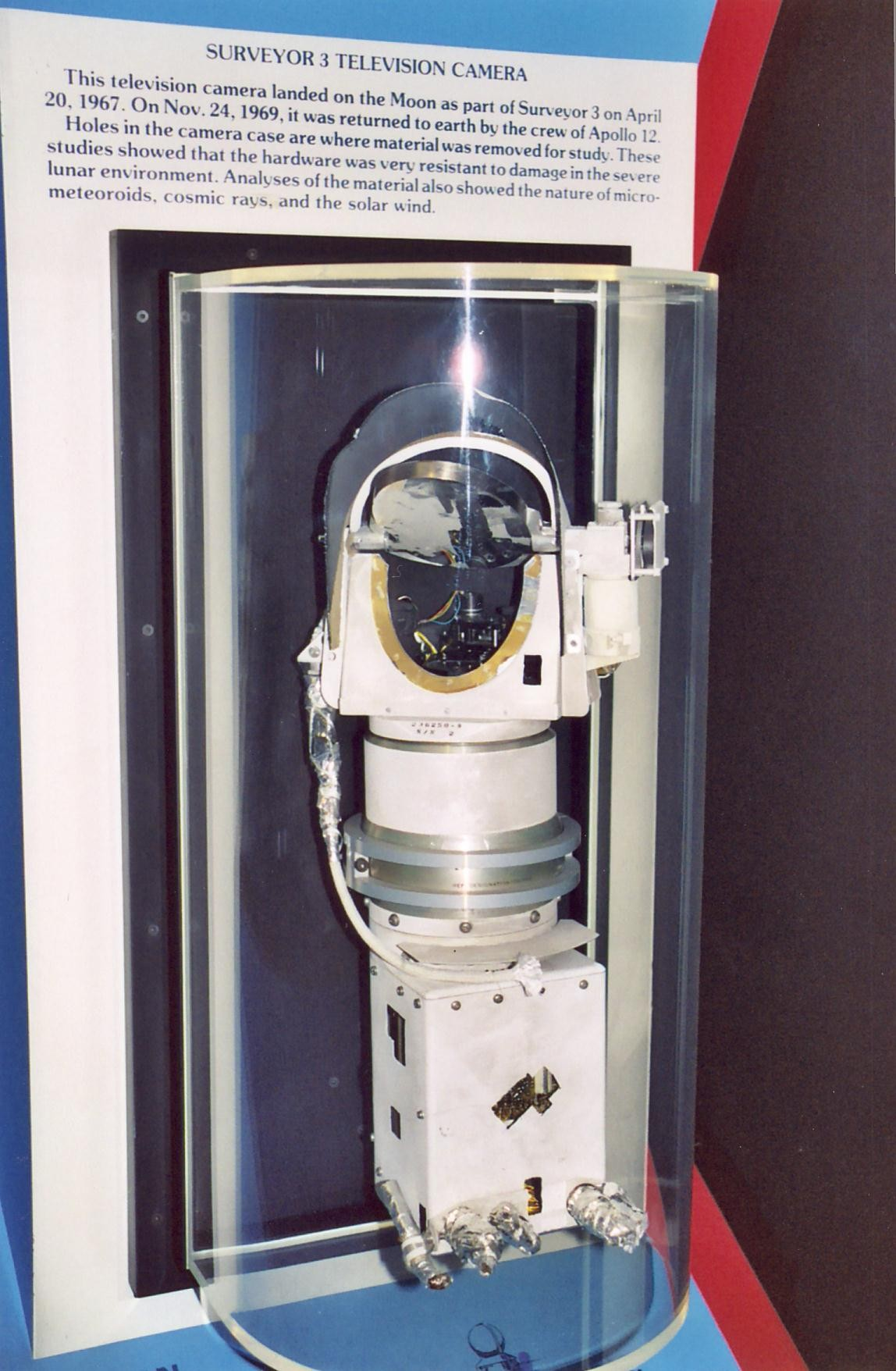
A camera do Surveyor 3.
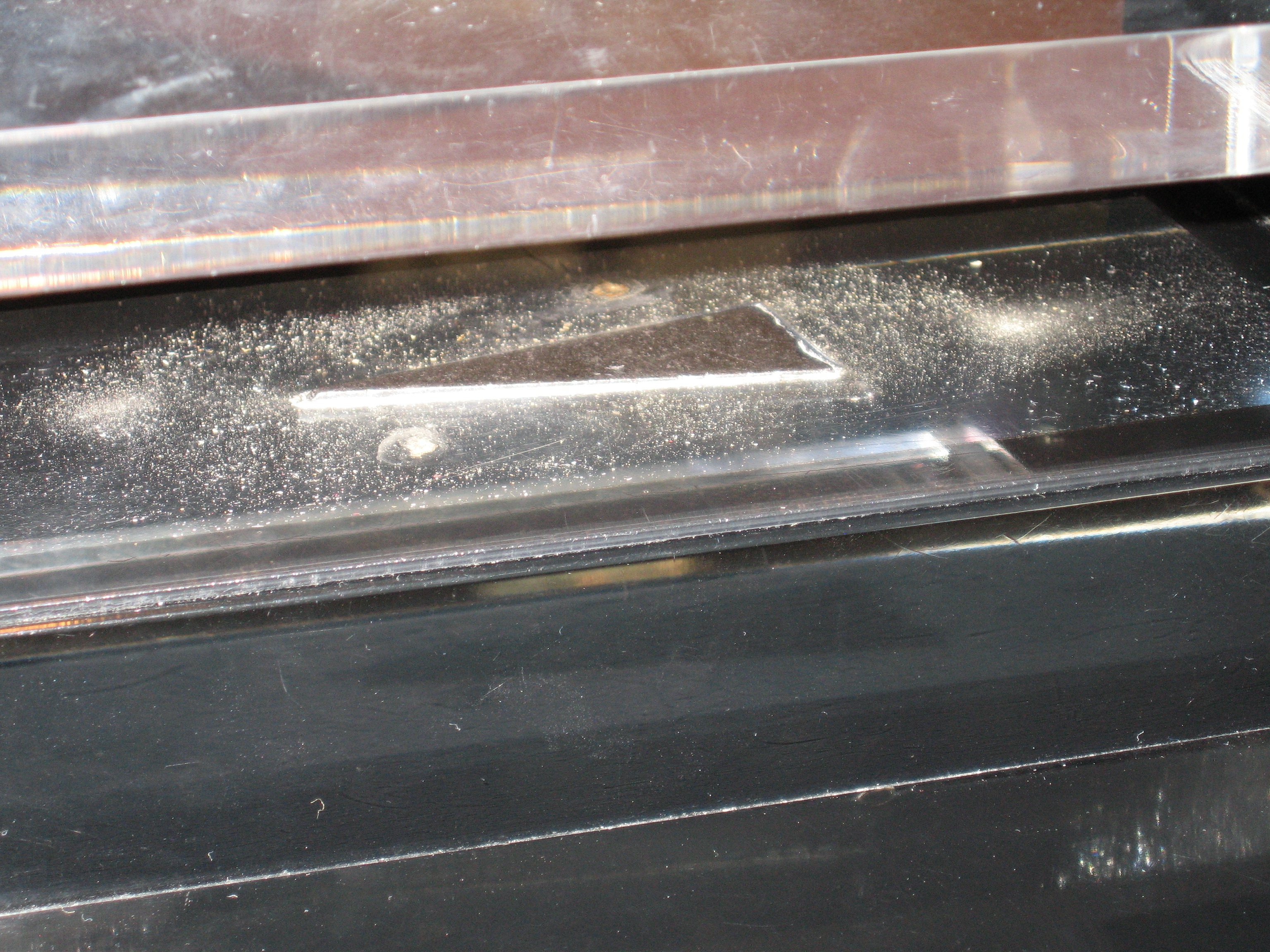
Pedra lunar da missão Apollo 17, que os visitantes podem tocar.
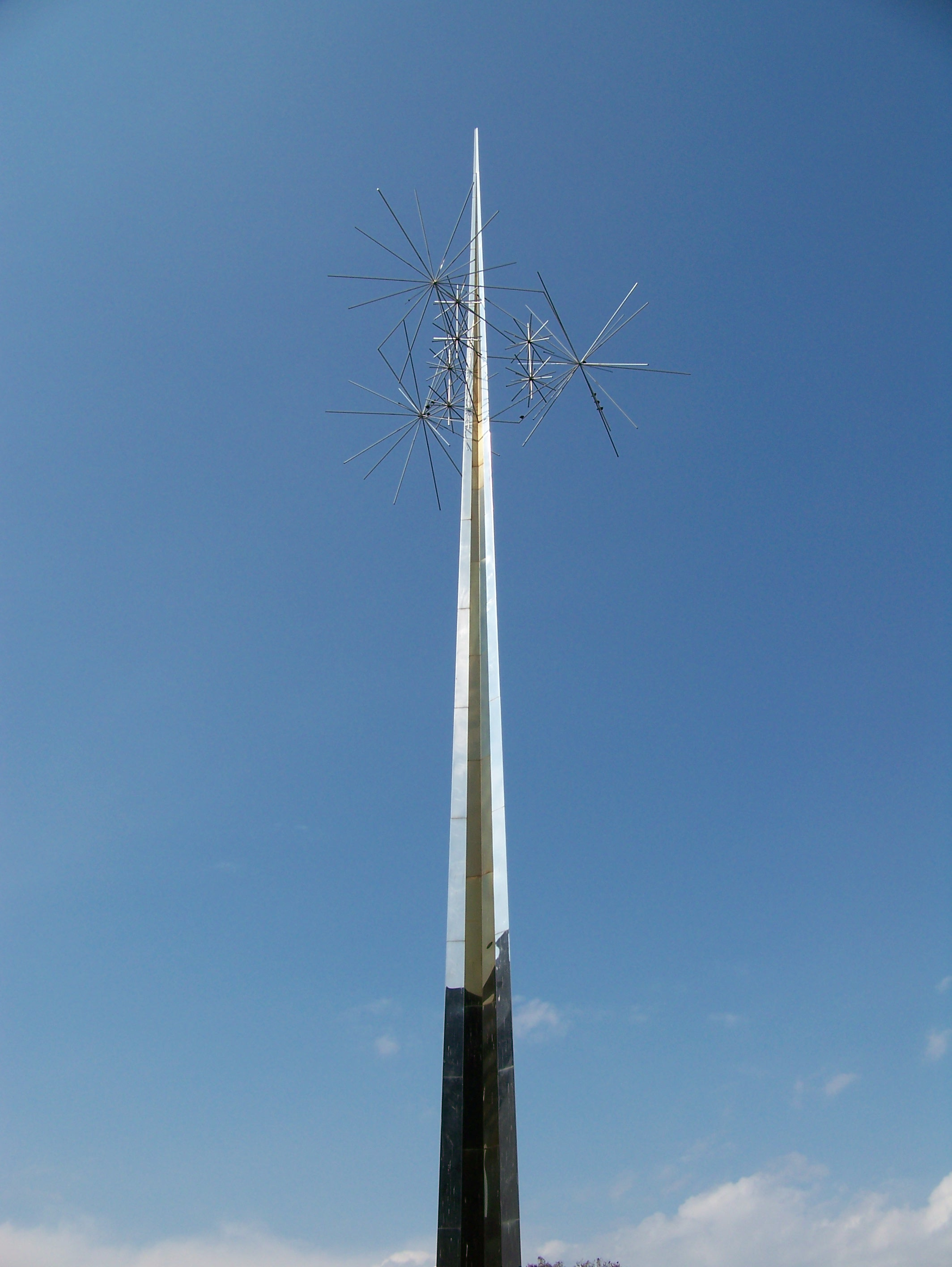
Ad Astra, a escultura da entrada do museu